# 盧格 (亞沃里夫區)
50°9′6″N 23°25′56″E / 50.15167°N 23.43222°E
盧赫（烏克蘭語：Луг），是烏克蘭的村落，位於該國西部利沃夫州，由亞沃里夫區負責管轄，始建於1510年，面積0.13平方公里，海拔高度331米，2001年該村落人口147。